# Monte Ceresino
Il monte Ceresino (Bósc Çarşé nel dialetto locale) è una collina di 433 m s.l.m. sita nel comune di Calvignano sulle prime pendici collinari dell'Appennino ligure dell'Oltrepò Pavese, in provincia di Pavia.

## Descrizione
È posto alla sommità di due diverse vallate: quella del Rile, che scende a Casteggio, e quella del Rile San Zeno, che scende a Fumo (frazione di Corvino San Quirico). Limita inoltre la valle del torrente Coppa.
Ai suoi piedi sono posti diversi piccoli centri abitati: a est il paese di Calvignano, il cui territorio ne comprende la cima, a nord San Biagio (frazione di Casteggio), a ovest Cappelletta (frazione di Borgo Priolo), nella valle del torrente Coppa; a sud si trovano altre piccole località, raggiungibili da Calvignano, come "Casa Ceresino".

## Flora
È coperto da un bosco di latifoglie, composto da querce, roverella, cerro, frassinella, sorbo degli uccellatori e castagni. Il sottobosco ospita molte specie vegetali tipiche dell’ambiente mediterraneo e dell’ambiente montano come: rovo, asfodelo, pungitopo, maggiociondolo e nel quale sono ancora presenti alcune tra la specie animali del basso Appennino. 
Parte delle pendici, percorse da diversi canaloni, sono coltivate a vigneti.
La particolarità di questa collina è che è visibile quasi da ovunque nel raggio della provincia e anche oltre i suoi confini.

## Note

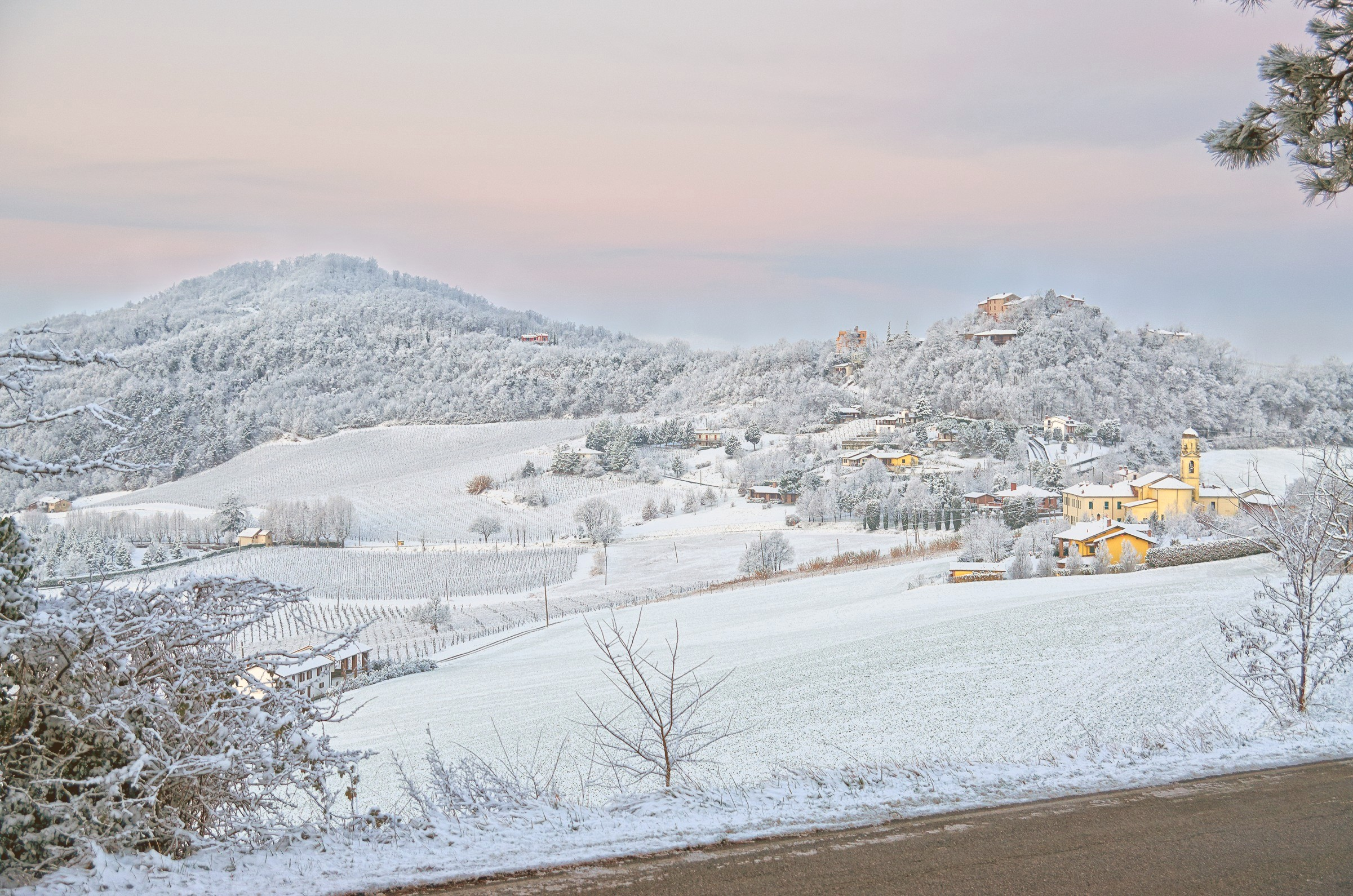
Il monte Ceresino a sinistra e Calvignano sulla destra